# Mistrovství světa v házené mužů o 11 hráčích 1948
2. mistrovství světa  v házené o jedenácti hráčích proběhlo ve dnech 3. – 6. června ve Francii.
Mistrovství se zúčastnilo dvanáct mužstev. Hrálo se systémem play off. Mistrem světa se stala reprezentace Švédska. Ve Francii se hrálo až od semifinále.

## Výsledky

### Předkolo
| Švédsko    | – | Finsko      | 26:0 |
| Francie    | – | Lucembursko | 16:5 |
| Nizozemsko | – | Belgie      | 12:4 |
| Rakousko   | – | Maďarsko    | 4:2  |

### 1. kolo
| Švédsko   | – | Polsko      | 19:4  |
| Švýcarsko | – | Rakousko    | 12:10 |
| Dánsko    | – | Nizozemsko  | 15:5  |
| Francie   | – | Portugalsko | 6:3   |

- Polsko, Portugalsko, Švýcarsko a Dánsko byly nasazeny přímo do 1. kola.

### Semifinále
| Švédsko | – | Švýcarsko | 8:4  |
| Dánsko  | – | Francie   | 17:4 |

### Finále
Švédsko –  Dánsko	11:4
6. června 1948 – Paříž

### O 3. místo
Švýcarsko –  Francie	21:4
6. června 1948 – Paříž

## Konečné pořadí
| 2. | Mistrovství světa | Z | V | R | P | Skóre | B |
| -- | ----------------- | - | - | - | - | ----- | - |
| 1. | Švédsko           | 4 | 4 | 0 | 0 | 64:12 | 8 |
| 2. | Dánsko            | 3 | 2 | 0 | 1 | 36:20 | 4 |
| 3. | Švýcarsko         | 3 | 2 | 0 | 1 | 37:22 | 4 |
| 4. | Francie           | 4 | 2 | 0 | 2 | 30:46 | 4 |
| 5. | Rakousko          | 2 | 1 | 0 | 1 | 14:14 | 2 |
| 5. | Nizozemsko        | 2 | 1 | 0 | 1 | 17:19 | 2 |
| 5. | Portugalsko       | 1 | 0 | 0 | 1 | 3:6   | 0 |
| 5. | Polsko            | 1 | 0 | 0 | 1 | 4:19  | 0 |
| 9. | Maďarsko          | 1 | 0 | 0 | 1 | 2:4   | 0 |
| 9. | Belgie            | 1 | 0 | 0 | 1 | 4:12  | 0 |
| 9. | Lucembursko       | 1 | 0 | 0 | 1 | 5:16  | 0 |
| 9. | Finsko            | 1 | 0 | 0 | 1 | 0:26  | 0 |

## Soupisky[1]
1.  Švédsko 
| - Sten Akerstedt - Erik Ek - Olle Juthage - Valter Larsson | - Ake Moberg - Lars-Erik Olsson - Hans Regnell - Bertil Rönndahl | - Sven-Olle Schönberger - Ewerth Sjunnesson - Carl-Erik Stockenberg - Gösta Swerin |

Trenér: Curt Wadmark
2.  Dánsko
| - Helge Bresling - Erik Christensen - Werner Duekjaer - Holger Hansen | - Jörn Henriksen - Bent Jakobsen - Svend Aage Madsen - Walther Madsen | - Leif Möller - Mogens Nielsen - Karl Rasmussen - Egon Sander |

3.  Švýcarsko
| - Hansjakob Bertschinger - Urs Bolliger - Ernst Dubs - Gino Garzoni | - Marcel Jendly - Eduard Klöti - Paul Legler - Hans Osterwalder | - Rolf Schaffner - Otto Schwarz - Eduard Worni |